# Launceston Challenger 1992
Il Launceston Challenger 1992 è stato un torneo di tennis facente parte della categoria ATP Challenger Series nell'ambito dell'ATP Challenger Series 1992. Il torneo si è giocato a Launceston in Australia dal 23 al 29 novembre 1992 su campi in sintetico indoor.

## Vincitori

### Singolare
Richard Fromberg ha battuto in finale  David Nainkin con il punteggio di 6–1, 6–3

### Doppio
Richard Fromberg /  Patrick Rafter hanno battuto in finale  Nick Brown /  Andrew Foster con il punteggio di 7–5, 7–6